# Idaea plumbaginata
Idaea plumbaginata là một loài bướm đêm trong họ Geometridae.